# Rikiya Koyama
Rikiya Koyama (小山 力也?, Koyama Rikiya; Kyoto, 18 dicembre 1963) è un doppiatore e attore giapponese.
È noto per aver doppiato Shinigami in Soul Eater, Yamato in Naruto: Shippuden, Kogoro Mori (seconda voce) in Detective Conan e Ging Freecss in Hunter x Hunter (2011). È un membro della Haiyuza Theatre Company. I suoi soprannomi sono "Rikki" e "Riki-chan".

## Filmografia

### Anime
- Abenobashi - Il quartiere commerciale di magia (Yutas / Abe no Seimei)
- Akagi (Nangō')
- Akaneiro ni somaru saka (Sejirō Sugishita)
- Ayakashi Ayashi (Abi)
- Baki (Kaioh Retsu)
- Battle Spirits - Dan il Guerriero Rosso (Ikai-ō)
- Berserk (2016)(Mozgus)
- Beyblade Burst Turbo (Xander Shakadera)
- Black Bullet (Kagetane Hiruko)
- Black Clover (Dante Zogratis)
- Bleach (Coyote Stark)
- Blue Dragon (Voce del Mondo Heavenly)
- Boruto: Naruto Next Generations (Yamato)
- Bungo Stray Dogs (Yukichi Fukuzawa)
- Buso Renkin (Victor)
- Eureka Seven (Norb)
- Demon Slayer (Shinjuro Rengoku)
- Detective Conan (Kogoro Mori, episodi 553-in corso; Ethan Hondo, Saku Norifumi, Tomonori Kiyama)
- Devilman Crybaby (Kaim)
- Chio's School Road (Mayuta Andou)
- Crash B-Daman (Jubee Sanada)
- Croquette! (Bagu)
- D.N.Angel (Capo della polizia Hiwatari)
- Danganronpa: The Animation, Danganronpa 3: The End of Hope's Peak High School (Jin Kirigir)
- Densetsu no Yūsha no Densetsu (Lieral Lieutolu)
- Dragon Ball Daima (Kadem)
- Durarara!!, Durarara!! x2 (Shuji Niekawa)
- Eureka Seven (Norb)
- Eyeshield 21 (Gen "Musashi" Takekura)
- Fafner of the Azure: Dead Aggressor (Seiichirou Kaname)
- Fairy Tail (Fukuro)
- Fate/stay night, Fate/Zero, Fate/kaleid liner Prisma illya 2wei!, Fate/stay night: Unlimited Blade Works (Kiritsugu Emiya)
- Figure 17Tsubasa & Hikaru (D.D./Daisuke Domoto)
- Flip Flappers (Green Knight)
- Food Wars! - Shokugeki no Soma (Joichiro Yukihira)
- Full Metal Panic! The Second Raid (Belfangan Grouseaux)
- Ghost in the Shell: Stand Alone Complex (Hideo Kuze)
- Grandblue Fantasy: The Animation (Soriz)
- God Eater Prologue, God Eater (Johannes von Schicksal)
- Golgo 13 (Zalath)
- Hajime no Ippo (Mamoru Takamura)
- Hero Tales (Koyo Mougai)
- High School DxD New, High School DxD BorN, High School DxD Hero (Azazel)
- Honey and Clover II (Mac Carlos)
- Hunter x Hunter (2011)(Ging Freecss)
- In realtà io sono... (Genjirō Shiragami)
- Jūshin Enbu (Koyō Mougai)
- Kaiji: Ultimate Survivor (Nakayama)
- Kamen no Maid Guy (Kogarashi)
- Katanagatari (Emozaemon Souda)
- Kaze no stigma (Genma Kannagi)
- Kekkai Sensen (Kaus von Reinherz)
- Kengan Ashura (Seishu Akoya)
- Kiseiju - L'ospite indesiderato (Yamagishi)
- La via del grembiule - Lo yakuza casalingo (Senpai Cat)
- Lupin III - L'avventura italiana (Cesare Albertini)
- Magilumiere Magical Girls Inc. (Koji Shigemoto)[1]
- Monster (Peter Jurgens)
- Mr. Tonegawa: Middle Management Blues (Heihachi Gonda)
- Naruto (Hotarubi)
- Naruto: Shippuden (Yamato)
- Neuro (Dokuta Kuroo)
- New Panty & Stocking with Garterbelt (Baywatcher)
- Ninja Scroll: La serie (Jubei Kibagami)
- Noein (Kuina)
- One Piece (Kyros)
- One-Punch Man (Re degli Abissi)
- Owarimonogatari (Seishiro Shishirui)
- Pataliro Saiyuki! (Sa Gojō)
- Pluto (Hercules)
- Pokémon (Dottor Doc)
- Pop Team Epic (Popuko)
- Rainbow (Rokurouta Sakuragi)
- Rideback (Tenshiro Okakura)
- Rurouni Kenshin: Reminiscence (Toshizou Hijikata)
- Sasami-san@Ganbaranai (Ruza Tsukuyomi)
- Shigofumi: Letters from the Departed (Mikawa Kirameki)
- Sleepy Princess in the Demon Castle (Spinadillo)[2]
- Solo Leveling (Sung Il-Hwan)
- Soul Eater (Shinigami)
- Soul Taker (Zabo)
- Space Battleship Tiramisu (Soichiro Ichinose)
- Speed Grapher (Genba Ryougoku)
- Super Dragon Ball Heroes (Cumber)
- That Time I Got Reincarnated as a Slime (Dagruel)
- The Heroic Legend of Arslan (Lucian)
- The Seven Deadly Sins - Nanatsu no taizai (Zaratras)
- Undead Unluck (Billy Alfred)
- Utawarerumono (Hakuoro)
- Vivy: Flourite Eye's Song (Antonio)
- Witchblade (Reiji Takayama)
- Yomigaeru sora -RESCUE WINGS- (Junzō Kuroki)

### OAV
- Full Metal Panic! The Second Raid (Belfangan Grouseaux)
- Fushigi Yūgi Eikoden (Shu Tendo)
- Ghost in the Shell: Stand Alone Complex - Individual Eleven (Hideo Kuze)
- Hajime no Ippo - Mashiba vs. Kimura (Mamoru Takamura)
- The Wings of Rean (Shinjirō Sakomizu)

### Film animati
- Berserk - L'epoca d'oro - Capitolo 1: L'uovo del re dominatore (Julius)
- Berserk - L'epoca d'oro - Capitolo 2: La conquista di Doldrey (Adon)
- Berserk - L'epoca d'oro - Capitolo 3: L'avvento (Conrad)
- Bungo Stray Dogs: Dead Apple (Yukichi Fukuzawa)
- Cowboy Bebop - Il film (Steve)
- Demon Slayer - Il treno Mugen (Shinjuro Rengoku)
- Detective Conan - L'undicesimo attaccante (Kogoro Mori)
- Detective Conan - Requiem per un detective (Ryu Atya)
- Fate/kaleid liner Prisma Illya: Von In The Snow (Kiritsugu Emiya)
- Fate/stay night: Haven's Feel - I. Presage Flower (Kiritsugu Emiya)
- Fullmetal Alchemist - The Movie: Il conquistatore di Shamballa (Rudolf Hess)
- Hajime no Ippo - Champion Road (Mamoru Takamura)
- Le Bizzarre Avventure di JoJo: Phantom Blood (Will. A. Zeppeli)
- Meitantei Conan - Tenkū no lost ship (Kogoro Mori)
- Meitantei Conan - Chinmoku no quarter (Kogoro Mori)
- My Hero Academia: Two Heroes (Wolfram)
- Naruto Shippuden - Il maestro e il discepolo (Yamato/Tenzo)
- Naruto Shippuden - Il film: La torre perduta (Yamato/Tenzo)
- Naruto - Il film: La prigione insanguinata (Yamato/Tenzo)
- Promare (Ignis Ex)
- South Park - Il film: più grosso, più lungo & tutto intero (Dottor Gouache)
- The Tunnel to Summer, the Exit of Goodbyes (padre di Kaoru)
- Tiger & Bunny: The Rising (Richard Max)
- Tokyo Godfathers (Bridegroom)
- Vampire Hunter D: Bloodlust (Pubblico officiale)

### Videogiochi
- Ace Combat 6: Fires of Liberation (Marcus "Shamrock" Lampert)
- Angelique Etoile (Leonard)
- AquaPazza: AquaPlus Dream Match (Hakouwlo)
- Baten Kaitos Origins (Pets)
- Berserk and the Band of the Hawk (Mozgus, Adon)
- Bleach: Soul Resurreción (Coyote Stark)
- Bleach: Brave Souls (Coyote Stark)
- Bleach: Rebirth of Souls (Coyote Stark)
- Bravely Default II (Adam)
- Buddy Mission Bond (Edward)
- Daemon X Machina (Reaper)
- Detective Conan: Tsuioku no Mirajiyu (Tadaki Kai)
- Devil May Cry 4: Special Edition (Credo)
- Disney: Twisted-Wonderland (Mozus Trein)
- Dissidia Final Fantasy: Opera Omnia (Basch fon Ronsenburg)
- Dragalia Lost (Hawk)
- Dragon Quest Rivals (Hendrik)
- Dragon Quest XI S: Echi di un'era perduta - Edizione Definitiva (Hendrik)
- Dragon's Dogma: Dark Arisen (Forgiato dal Drago)
- Drakengard 2 (Urick)
- Emio – L'uomo che sorride: Famicom Detective Club (Hitomi Kawai)
- Epic Seven (Purrgis)
- Fallout: New Vegas (Craig Boone)
- Famicom Detective Club: The Girl Who Stands Behind (Hitomi Kawai)
- Fate/stay night [Realta Nua] (Kiritsugu Emiya)
- Fate/tiger colosseum (Kiritsugu Emiya)
- Fate/Grand Order (Kiritsugu Emiya)
- Final Fantasy XII (Basch fon Ronsenburg)
- Final Fantasy XIV: A Realm Reborn (Cid nan Garlond)
- Final Fantasy XIV: Heavensward (Cid nan Garlond)
- Final Fantasy XIV: Shadowbringers (Cid nan Garlond)
- Final Fantasy XIV: Endwalker (Cid nan Garlond)
- Fire Emblem Heroes (Seth, Bastian)
- God Eater (Johannes von Schicksal)
- God Eater Burst
- Gintama Rumble (Shokaku)
- Glass Rose (Koutaro Katagiri)
- Granblue Fantasy (Soriz, Chrys, Kogoro Mouri)
- Granblue Fantasy: Versus (Soriz)
- Granblue Fantasy: Versus Rising (Soriz)
- Hajime no Ippo: The Fighting! (Mamoru Takamura)
- Halo 4 (John-117/Master Chief)
- Halo 5: Guardians (John-117/Master Chief)
- Jak 2: Renegade (Torn)
- JoJo's Bizarre Adventure: Phantom Blood (Will A. Zeppeli)
- JoJo's Bizarre Adventure: All-Star Battle (Yoshikage Kira, Kosaku Kawajiri)
- JoJo's Bizarre Adventure: Eyes of Heaven (Yoshikage Kira, Kosaku Kawajiri)
- Last Ranker (Sengoku)
- Like a Dragon: Ishin! (Shinpachi Nagakura)
- Like a Dragon Gaiden: The Man Who Erased His Name (Taiga Saejima)
- Like a Dragon: Infinite Wealth (Taiga Saejima)
- Like a Dragon: Pirate Yakuza in Hawaii (Taiga Saejima)
- Metal Gear Rising: Revengeance (Khamsin)
- Metroid: Other M (Adam Malkovich)
- Naruto Shippuden: Ultimate Ninja Storm 2 (Yamato)
- Naruto Shippuden: Ultimate Ninja Storm 3 (Yamato)
- Naruto Shippuden: Ultimate Ninja Storm 4 (Yamato)
- Naruto Shippuden: Ultimate Ninja Impact (Yamato)
- Naruto Shippuden: Ultimate Ninja Storm Generations (Yamato)
- Naruto Shippuden: Ultimate Ninja Storm Revolution (Yamato)
- Naruto to Boruto: Shinobi Striker (Yamato)
- Nioh 2 (Saito Toshimitsu)
- No More Heroes: Heroes' Paradise (Thunder Ryu)
- OneeChanbara ORIGIN (Oboro)
- One Piece: Pirate Warriors 4 (Kyros)
- One Piece: World Seeker (Isaac)
- One-Punch Man: A Hero Nobody Knows (Re degli Abissi)
- Phantasy Star Universe (Leogini Santosa Berafort)
- Project X Zone (Frank West)
- Raidou Remastered: The Mystery of the Soulless Army (Generale Munakata)
- Ryu ga Gotoku Ishin! (Shinpachi Nagakura)
- Ryu ga Gotoku Online (Taiga Saejima, Shinpachi Nagakura, Retsu Kaioh)
- Sengoku Basara: Samurai Heroes (Kuroda Kanbe)
- Sengoku Basara 4 (Kuroda Kanbe)
- Shin Megami Tensei: Devil Survivor 2 - Record Breaker (Ronaldo Kuriki)
- Soul Eater: Battle Resonance (Shinigami)
- Star Ocean: Second Evolution (Gabriel/Indalecio)
- Star Ocean: The Second Story R (Gabriel/Indalecio)
- Suikoden: Tierkreis (Nova)
- Super Bomberman R (Master Chief)
- Sword Art Online: Fatal Bullet (Bazalt Joe)
- Tales of Innocence (Asura)
- Tales of Vesperia (Duke Pantarei)
- Tales of the Rays (Duke Pantarei)
- Tenchu 4 (Rikimaru)
- The Legend of Heroes: Trails into Reverie (Mateus Vander, Sergei Lou, Roy Gramheart)
- The Legend of Heroes: Trails through Daybreak (Roy Gramheart)
- The Legend of Heroes: Trails through Daybreak II (Roy Gramheart)
- Too Human (Baldr)
- Toshinden (Dan McGovern)
- Trauma Center: New Blood (Markus Vaughn)
- Ultimate Marvel vs. Capcom 3 (Frank West)
- Warriors Orochi 2 (Sun Wukong)
- Warriors Orochi 3 (Sun Wukong)
- Warriors Orochi 4 (Sun Wukong)
- Xenoblade Chronicles X (Douglas)
- Yakuza 4 (Taiga Saejima)
- Yakuza 5 (Taiga Saejima)
- Yakuza 0 (Taiga Saejima)
- Yakuza 6: The Song of Life (Taiga Saejima)
- Yakuza: Like a Dragon (Taiga Saejima)

### Ruoli doppiati
- 24 (Jack Bauer)
- Aliens vs. Predator 2 (Sceriffo Eddie Morales)
- Ally McBeal (Dottore Greg Butters)
- Il collezionista di ossa (Lincoln Rhyme)
- Il patto dei lupi (Mani)
- I figli degli uomini (Luke)
- City of Angels - La città degli angeli (Seth)
- Constantine (edizione DVD) (John Constantine)
- Crimson Tide (Commander Ron Hunter)
- Due poliziotti a Chicago (Benton Fraser)
- E.R. - Medici in prima linea (Doug Ross)
- Alla ricerca di Nemo (Scorza)
- John Q (John Quincy Archibald)
- K-19 (Capitano Mikhail Polenin)
- Killing Me Softly - Uccidimi dolcemente (Adam)
- La leggenda di Bagger Vance (Bagger Vance)
- Il Signore degli Anelli (Boromir)
- Matrix (edizione DVD) (Neo)
- Men of Honor - L'onore degli uomini (Carl Brashear)
- Mr. & Mrs. Smith (Eddie)
- Ocean's Eleven - Fate il vostro gioco (Danny Ocean)
- The Peacemaker (Thomas Devoe)
- Il regno del fuoco (Quinn)
- Attacco al potere (Anthony Hubbard)
- Qualcuno come te (Eddie Alden)
- Stealth - Arma suprema (Tenente Ben Gannon)
- Codice Swordfish (Stanley Jobson)
- Team America (George Clooney)
- Typhoon (Sin)
- The Watcher (David Griffin)
- Senza traccia (Danny Taylor)
- Resident Evil: Degeneration (Curtis Miller)

### Tokusatsu
- Kamen Rider Black RX (Joe di Haze)
- Tokkei Winspector (Episodio 34. Matsuyama)
- Tokkyuu Shirei Solbrain (Episodio 50. Sekine)
- Tokusou Exceedraft (Episodio 21. assistente del Dottor Obayashi)
- Tokusou Robo Janperson (Episodio 19. Takase)
- Blue SWAT (Episodio 16. Toru Harada)